# Superleague Ellada (2025/2026)
Ten artykuł dotyczy trwającego lub niedawnego wydarzenia sportowego. Informacje w nim zamieszczone mogą się zmienić lub zdezaktualizować wraz z postępem zdarzenia. Początkowe doniesienia, wyniki lub statystyki mogą być niepewne. Ostatnie aktualizacje do tego artykułu mogą nie odzwierciedlać najbardziej aktualnych informacji.
Super League 1 2025/2026 (znana jako Stoiximan Super League ze względów sponsorskich) – 90. edycja najwyższej klasy rozgrywkowej piłki nożnej w Grecji.
Bierze w niej udział 14 drużyn, które w okresie od 23 sierpnia 2025 do 22 maja 2026 rozegrają w dwóch fazach 36 kolejek meczów.
Obrońcą tytułu jest drużyna Olympiakos.

## Format rozgrywek
Po zakończeniu sezonu regularnego zespoły zostaną podzielone trzy grupy, dwie play-off i jedna play-out. Zespoły, które zajmą miejsca 1–4, zakwalifikują się do fazy play-off, która wyłoni mistrza, zachowując pełną liczbę punktów zdobytych w sezonie zasadniczym. 
Zespoły, które zajmą miejsca 5–8, zakwalifikują się do baraży o awans do Ligi Konferencji w kolejnym sezonie – pod warunkiem, że drużyna z pierwszej czwórki wygra Puchar Grecji – zachowując połowę punktów zdobytych w sezonie zasadniczym. Zespoły, które zajmą miejsca 9–14, wezmą udział w barażach, aby uniknąć spadku do Super League 2, zachowując integralność punktów zdobytych w sezonie zasadniczym, w podwójnych meczach – u siebie i na wyjeździe – w przeciwieństwie do tego, co miało miejsce wcześniej.

## Drużyny
| Uczestnicy poprzedniej edycji | Uczestnicy poprzedniej edycji | Uczestnicy poprzedniej edycji | Uczestnicy poprzedniej edycji |
| --- | ----------------------------- | ----------------------------- | ----------------------------- |
| OLY | Olympiakos SFP                | Pireus                        | 1                             |
| PAO | Panathinaikos AO              | Ateny                         | 2                             |
| PAS | PAOK FC                       | Saloniki                      | 3                             |
| AEK | AEK Ateny                     | Nea Filadelfia                | 4                             |
| ARI | Aris FC                       | Saloniki                      | 5                             |
| AST | Asteras Tripolis              | Tripoli                       | 6                             |
| ATR | PAE Atromitos                 | Peristeri                     | 7                             |
| OFI | OFI 1925                      | Heraklion                     | 8                             |
| LEV | APO Lewadiakos                | Liwadia                       | 9                             |
| PNT | Panetolikos                   | Agrinio                       | 10                            |
| VOL | Wolos NPS                     | Wolos                         | 11                            |
| PSE | MGS Panserraikos              | Seres                         | 12                            |
| Awans z Superleague Ellada 2 |                               |                               |                               |
| grupa północna |                               |                               |                               |
| LAR | AE Larisa                     | Larisa                        | 1                             |
| grupa południowa |                               |                               |                               |
| KIF | AE Kifisia                    | Kifisia                       | 1                             |
| Oznaczenia: - kolumna pierwsza – skróty nazw drużyn, - kolumna trzecia – siedziba klubu, - kolumna czwarta – miejsce zajęte w poprzednim sezonie. |                               |                               |                               |

## Faza zasadnicza
| Lp. | Drużyna          | M | Z | R | P | B+ | B– | +/– | Pkt | Kwalifikacja             |  | AEK | KIF | AEL | ARIS | AST | ATR | LEV | OFI | OLY | PAO | PNE | PNS | PAOK | VOL |
| --- | ---------------- | - | - | - | - | -- | -- | --- | --- | ------------------------ |  | --- | --- | --- | ---- | --- | --- | --- | --- | --- | --- | --- | --- | ---- | --- |
| 1   | AEK Ateny        | 0 | 0 | 0 | 0 | 0  | 0  | 0   | 0   | grupa mistrzowska        |  |     |     |     |      |     |     |     |     |     |     |     |     |      |     |
| 2   | Kifisia          | 0 | 0 | 0 | 0 | 0  | 0  | 0   | 0   | grupa mistrzowska        |  |     |     |     |      |     |     |     |     |     |     |     |     |      |     |
| 3   | AE Larisa        | 0 | 0 | 0 | 0 | 0  | 0  | 0   | 0   | grupa mistrzowska        |  |     |     |     |      |     |     |     |     |     |     |     |     |      |     |
| 4   | Aris             | 0 | 0 | 0 | 0 | 0  | 0  | 0   | 0   | grupa mistrzowska        |  |     |     |     |      |     |     |     |     |     |     |     |     |      |     |
| 5   | Asteras Tripolis | 0 | 0 | 0 | 0 | 0  | 0  | 0   | 0   | baraż o Ligę Konferencji |  |     |     |     |      |     |     |     |     |     |     |     |     |      |     |
| 6   | Atromitos        | 0 | 0 | 0 | 0 | 0  | 0  | 0   | 0   | baraż o Ligę Konferencji |  |     |     |     |      |     |     |     |     |     |     |     |     |      |     |
| 7   | Levadiakos       | 0 | 0 | 0 | 0 | 0  | 0  | 0   | 0   | baraż o Ligę Konferencji |  |     |     |     |      |     |     |     |     |     |     |     |     |      |     |
| 8   | OFI              | 0 | 0 | 0 | 0 | 0  | 0  | 0   | 0   | baraż o Ligę Konferencji |  |     |     |     |      |     |     |     |     |     |     |     |     |      |     |
| 9   | Olympiakos       | 0 | 0 | 0 | 0 | 0  | 0  | 0   | 0   | grupa spadkowa           |  |     |     |     |      |     |     |     |     |     |     |     |     |      |     |
| 10  | Panathinaikos    | 0 | 0 | 0 | 0 | 0  | 0  | 0   | 0   | grupa spadkowa           |  |     |     |     |      |     |     |     |     |     |     |     |     |      |     |
| 11  | Panetolikos      | 0 | 0 | 0 | 0 | 0  | 0  | 0   | 0   | grupa spadkowa           |  |     |     |     |      |     |     |     |     |     |     |     |     |      |     |
| 12  | Panserraikos     | 0 | 0 | 0 | 0 | 0  | 0  | 0   | 0   | grupa spadkowa           |  |     |     |     |      |     |     |     |     |     |     |     |     |      |     |
| 13  | PAOK             | 0 | 0 | 0 | 0 | 0  | 0  | 0   | 0   | grupa spadkowa           |  |     |     |     |      |     |     |     |     |     |     |     |     |      |     |
| 14  | Volos            | 0 | 0 | 0 | 0 | 0  | 0  | 0   | 0   | grupa spadkowa           |  |     |     |     |      |     |     |     |     |     |     |     |     |      |     |

## Najlepsi strzelcy
| Bramki | Strzelcy | Drużyna |
| ------ | -------- | ------- |
| Gol    |          |         |

Źródło: .

## Stadiony
| AEK Ateny           |
| ------------------- |
| Agia Sophia Stadium |
| Pojemność: 31 100   |
|                     |

| AE Larisa         |
| ----------------- |
| Stadion Alkazar   |
| Pojemność: 13 108 |
|                   |

| Aris                              |
| --------------------------------- |
| Stadion im. Kleantisa Wikielidisa |
| Pojemność: 22 800                 |
|                                   |

| Asteras Tripolis                    |
| ----------------------------------- |
| Stadion im. Teodorosa Kolokotronisa |
| Pojemność: 7 442                    |
|                                     |

| Atromitos         |
| ----------------- |
| Stadion Peristeri |
| Pojemność: 10 050 |
|                   |

| Kifisia          |
| ---------------- |
| Stadion Miejski  |
| Pojemność: 4 851 |
|                  |

| Levadiakos       |
| ---------------- |
| Stadion Levadia  |
| Pojemność: 5 915 |
|                  |

| OFI                                |
| ---------------------------------- |
| Stadion im. Teodora Wardinogiánesa |
| Pojemność: 9 088                   |
|                                    |

| Olympiakos                        |
| --------------------------------- |
| Stadion im. Jeorjosa Karaiskakisa |
| Pojemność: 32 115                 |
|                                   |

| Panathinaikos                      |
| ---------------------------------- |
| Stadion im. Apostolosa Nikolaidisa |
| Pojemność: 16 003                  |
|                                    |

| Panetolikos         |
| ------------------- |
| Stadion Panetolikos |
| Pojemność: 7 321    |
|                     |

| Panserraikos     |
| ---------------- |
| Stadion Miejski  |
| Pojemność: 9 500 |
|                  |

| PAOK              |
| ----------------- |
| Stadion Tumba     |
| Pojemność: 28 703 |
|                   |

| Volos                 |
| --------------------- |
| Stadion Panthessaliko |
| Pojemność: 22 700     |
|                       |

Źródło: 